# Sidney Fernbach Award
Der Sidney Fernbach Award ist ein Preis für die Lösung von Anwendungsproblemen mit Hochleistungsrechnern, der seit 1993 jährlich von der IEEE Computer Society vergeben wird. Er ist mit 2000 Dollar dotiert und zu Ehren von Sidney Fernbach benannt.

## Preisträger
Mit Laudatio:
- 1993 David H. Bailey für Beiträge zur numerischen Computerwissenschaft einschließlich innovativer Algorithmen für die Schnelle Fouriertransformation, Matrixmultiplikation und Präzisionsarithmetik (Multiple Precision Arithmetic) auf Vektor-Computer-Architekturen.
- 1994 Charles S. Peskin für innovative Anwendung mathematischer Modellierungsmethoden auf in der Praxis wichtige Forschungfragen zur Strömung von Blut und zum Herzen, was über fünfzehn Jahre die Grenzen der Rechnerleistungsfähigkeit verschob und dabei half, Supercomputertechnologie zu entwickeln als bedeutendem Werkzeug für die Verbesserung des menschlichen Lebens.
- 1995 Paul R. Woodward für die Entwicklung neuer algorithmischer Techniken in der Hydrodynamik und unermüdlichen und innovativen Ausbau der Hard- und Software-Kapazitäten zur Durchführung und Visualisierung der größten Echtzeit-Simulationen von Turbulenz.
- 1996 Gary A. Glatzmaier für innovative numerische Computermethoden die die erste realistische Simulation des Geodynamos der Erde und seines zeitabhängigen magnetischen Felds erlaubten.
- 1997 Charbel Farhat für herausragende Beiträge zur Entwicklung paralleler numerischer Algorithmen und Parallelsoftwarepaketen, die Parallelrechnertechnologie in die Welt des Maschinenbaus einführten.
- 1998 Phillip Colella für fundamentale Beiträge zur Entwicklung von Software-Methoden für die numerische Lösung partieller Differentialgleichungen und ihre Anwendung, die unser Verständnis der Physik von Stoßwellen und anderen hydrodynamischen Problemen wesentlich erweiterten.
- 1999 Michael L. Norman für seine Spitzenforschung in der Anwendung von Parallelrechnen in wichtigen Problemen der Astrophysik und Kosmologie.
- 2000 Stephen W. Attaway für Pionierfortschritte bei Methoden für die Modellierung transienter dynamischer Phänomene, die Simulationen von bis dahin beispielloser Größe und Genauigkeit ermöglichten.
- 2002 Robert J. Harrison für die Entwicklung von Softwarepaketen in der Computer-Chemie, indem er grundlegende Forschung über Algorithmen, neuartige Ideen in der Informatik und Skalierbarkeit integrierte, wobei er beispiellose Modellierungskapazitäten für die Chemie schuf.
- 2003 Jack Dongarra für herausragende und nachhaltige Beiträge auf dem Gebiet mathematischer Software, insbesondere auf den Gebieten Kommunikation und Numerik-Bibliotheken und Leistungs-Benchmarks für Hochleistungsrechnen.
- 2004 Marsha Berger für ihre vielen Beiträge und ihren enormen Einfluss in der numerischen Hydrodynamik einschließlich adaptiver Gitterverfeinerungsmethoden, kartesische Gittermethoden und praktische mathematische Algorithmen zur Lösung bedeutender davor nicht lösbarer Probleme.
- 2005 John B. Bell für herausragende Beiträge zur Entwicklung numerischer Algorithmen, mathematischer und Rechner-Tools und die Anwendung dieser Methoden für Spitzenforschung in Verbrennung, Hydrodynamik und Festkörperphysik.
- 2006 Edward Seidel für herausragende Beiträge zur Entwicklung von Software für Hochleistungsrechnen und Grid-Computing die die kollaborative numerische Lösung von komplexen Problemen in der Physik ermöglichten, insbesondere die Modellierung der Kollision schwarzer Löcher.
- 2007 David E. Keyes für seine herausragenden Beiträge zur entwicklung skalierbarer numerischer Algorithmen für die Lösung nichtlinearer partieller Differentialgleichungen und seine herausragende Führungsrolle im Hochleistungsrechnen.
- 2008 Bill Gropp für herausragende Beiträge zur Entwicklung von Gebietszerlegungsalgorithmen, skalierbaren Werkzeugen für die numerische Lösung von partiellen Differentialgleichungen auf Parallelrechnern und das führende Hochleistungsrechner-Kommunikations-Interface.
- 2009 Roberto Car und Michele Parrinello für ihre Führungsrolle in der Schaffung moderner theoretischer und praktischer Grundlagen für die Modellierung der Chemie und Physik von Materialien. Ihre daraus entstandene Software ist eine der Werkzeuge, die Modellierung in den Materialwissenschaften ermöglichten.
- 2010 James Demmel für seine Führungsrolle in der Computerwissenschaft bei der Entwicklung adaptiver, innovativer und Hochleistungs-Software für lineare Algebra.
- 2011 Cleve Moler für fundamentale Beiträge zur linearen Algebra, mathematischer Software und Tools für die Computerwissenschaft.
- 2012 Laxmikant V. Kale und Klaus Schulten für herausragende Beiträge zur Entwicklung von breit genutzter Parallelsoftware für die Simulation großer biomolekularer Systeme.
- 2013 Christopher R. Johnson für herausragende Beiträge und Pionierarbeiten, die hohe Rechenleistung, Simulation und Visualisierung in viele Bereiche der Biomedizin einführten.
- 2014 Satoshi Matsuoka für seine Arbeit an Softwaresystemen für Hochleistungsrechner auf fortgeschrittenen Infrastruktur-Plattformen, großen Supercomputern und heterogenen GPU/CPU-Supercomputern.
- 2015 Alex Szalay für seine herausragenden Beiträge zur Entwicklung datenintensiver Rechnersysteme und die Anwendung solcher Systeme in vielen wissenschaftlichen Gebieten einschließlich Astrophysik, Turbulenz und Genomik.
- 2016 Vipin Kumar für grundlegende Arbeiten zum Verständnis der Skalierbarkeit und hochskalierbare Algorithmen für Graphen-Unterteilung, dünnbesetzte lineare Systeme und Data Mining.
- 2017 Steven J. Plimpton für Hochleistungs-Simulations-Umgebungen die die Forschung in Materialwissenschaften, Chemie, Biologie und verwandten Gebieten beförderten.
- 2018 Linda Petzold für ihre Pionierbeiträge zu numerischen Methoden und Software für differentialalgebraische Systeme und für diskrete stochastische Simulation.
- 2019 Alan Edelman für herausragende Durchbrüche im Hochleistungsrechnen, in linearer Algebra und Informatik allgemein sowie für seine Beiträge zur Programmiersprache Julia.
- 2020 Salman Habib für bahnbrechende Anwendungen der Grundlagenphysik vom kleinsten bis zum größten Maßstab über drei Jahrzehnte neu entwickelter Rechnerplattformen.
- 2021 David Bader for the development of Linux-based massively parallel production computers and for pioneering contributions to scalable discrete parallel algorithms for real-world applications.
- 2022 Torsten Hoefler for application-aware design of HPC algorithms, systems and architectures, and transformative impact on scientific computing and industry.
- 2023 Manish Parashar for application-aware design of HPC algorithms, systems and architectures, and transformative impact on scientific computing and industry.
- 2024 William M. Tang for pioneering contributions in fusion energy research accelerated by high-performance computing and deep learning.